# ドイツ防壁名誉章
ドイツ防壁名誉章（ドイツ語: Deutsches Schutzwall-Ehrenzeichen）は、ナチス・ドイツの勲章である。ドイツ西方の防衛線であるジークフリート線（西方の壁）の防衛任務、建造に携わった軍民関係者、及び、1940年5月のフランス戦でジークフリート線での戦闘に参戦した将兵に与えられた。1944年、連合国軍によるノルマンディー上陸作戦が開始されると、国家労働奉仕団などによるジークフリート線の開発が計画されたため、名誉章が再発行された。

## デザイン

### メダル
卵型の銅色であり、表面には上から国家鷲章、交差する2本のスコップ、掩体壕が描かれている。裏面には"Für Arbeit zum Schutze Deutschlands"(ドイツ防衛のための労働に対して)と記されている。リヒャルト・クラインがデザインした。

### リボン
金地に白の線が2本、縦に走っている。

## その他
1944年のジークフリート線再建にあたり再びドイツ防衛名誉章が制定されたが、1939年に制定された名誉章と区別するため、鉄十字章略章のような略章を1939年章受章者には贈ることとされた。ただし、実際に略章が授与されたかどうかは不明である。